# Gigantochloa verticillata
Gigantochloa verticillata är en gräsart som först beskrevs av Carl Ludwig von Willdenow, och fick sitt nu gällande namn av William Munro. Gigantochloa verticillata ingår i släktet Gigantochloa och familjen gräs. Inga underarter finns listade i Catalogue of Life.